# فين كريستيان كنودسن
فين كريستيان كنودسن هو مهندس وشخصية أعمال وسياسي نرويجي، ولد في 13 أكتوبر 1868 في بورشغرون في النرويج، وتوفي في أغسطس 1955. نشط حزبياً في حزب المحافظين. وقد انتخب عضو برلمان النرويج ‏ عن دائرة Market towns of Telemark and Aust-Agder counties ‏ وقد انضم خلال فترته النيابية ‏ (1922 – 1924) للكتلة البرلمانية حزب المحافظين.